# Ralph Lever
Ralph Lever, DD foi um padre anglicano inglês no século XVI.
Lever foi educado no St John's College, em Oxford. Ele viveu em Washington e Stanhope. Lever foi arquidiácono de Northumberland de 1566 até à sua renúncia em 1573.